# Пустынь (Владимирская область)
Пу́стынь — деревня в Александровском районе Владимирской области при речке Кубрь. Известна как село Осипова Пустынь.

## История
На месте села Осиповой пустыни находился в старину монастырёк, принадлежавший Переславскому Борисоглебскому, что на песке, монастырю. Ни о времени основания этого монастыря, ни о времени его упразднения сведений не сохранилось. По имени прежде бывшего монастыря и называется село.
Монастырь отмечал место поражения новгородцев в сражении с суздальцами на Жданой горе 26 января 1135 года. Бой произошел в день памяти Иосифа епископа Солунского, в честь которого назван монастырь.
В селе была каменная церковь с такою же колокольнею; о времени её построения сведений также не сохранилось; известно только, что она уже существовала во второй половине XVIII века. Престолов в церкви было два: в холодной в честь Тихвинской иконы Божией Матери, в приделе тёплом во имя преподобного Сергия Радонежского.
В селе была церковно-приходская школа.
В конце XIX — начале XX века село входило в состав Вишняковской волости Переславского уезда. В 1905 году в селе числилось 16 дворов.
С 1929 года в составе Ямского сельсовета Александровского района, в 1941-1965 годах в составе Струнинского района, позднее в составе Обашевского сельсовета.   

## Население
| 1859 | 1905 | 1926 | 2002 | 2010 | 2021 |
| ---- | ---- | ---- | ---- | ---- | ---- |
| 47   | ↗106 | ↗107 | ↘20  | →20  | ↘19  |